# Agan Tavas
Agan Tavas (La nostra lingua) è un'associazione per la promozione della lingua cornica. 
È rappresentata nella "Cornish Language Partnership" (Società della lingua cornica).

## Storia
È stata fondata nel 1987 per promuovere l'uso parlato della lingua all'interno del movimento per il "Dasserghyans Kernowek" (rivitalizzazione del cornico). In quel periodo l'iscrizione avveniva su invito, riservata a chi fosse in grado di parlare la lingua in modo scorrevole. Nel 1990 la società è stata riformata per accordo tra i membri in un'associazione aperta a tutti, con lo scopo di assicurare un continuo sostegno alla forma "unificata" del cornico, ideata e propagandata da Robert Morton Nance a partire dal 1929, con la valida collaborazione di A.S.D. Smith.
Agan Tavas riconosce ogni forma di cornico rivitalizzato, purché sia basata su un'ortografia usata dagli abitanti della Cornovaglia in qualsiasi momento della storia della lingua. Si oppone all'uso di altre forme di cornico che, a detta di Agan Tavas, presentano soluzioni grafiche, fonologiche, grammaticali e lessicali prive di autenticità storica.
L'associazione ha ricevuto un incremento del numero dei soci dal 1995, quando Nicholas Williams, docente del College dell'università di Dublino, ha affermato nel suo libro Cornish Today (Il cornico oggi) che il modello di cornico detto "Kernewek Kemmyn" (Cornico comune), ideato da Ken George e adottato dal "Kesva an Taves Kernewek" (Comitato della lingua cornica), contenesse delle imperfezioni, ed ha proposto un progetto alternativo chiamato "Cornico unificato revisionato", con lo scopo di perfezionare il tradizionale "Cornico unificato" di Nance e Smith.
Agan Tavas ha approvato gli emendamenti introdotti dal professor Williams nel cornico unificato, ma allo stesso tempo rispetta il diritto dei membri di usare indifferentemente lo stile unificato "tradizionale" oppure quello "revisionato". Sostiene le classi che insegnano le forme storiche del cornico, organizza eventi per i membri e pubblica libri nelle due versioni della lingua. Pubblica per i membri la rivista quadrimestrale bilingue An Gowsva (Il negozio parlante).
Due presidenti precedenti, Andrew Climo e Craig Weatherhill, hanno sostenuto l'idea di riunire la comunità della lingua cornica creando una "Furv Skryfys Savonek/Standard Written Form" (Forma scritta standard) basata sulle ortografie tradizionali. Durante un incontro generale straordinario nel settembre del 2008, i membri di Agan Tavas hanno votato a larga maggioranza il sostegno sia alla "Forma scritta standard", purché abbia cura di rispettare l'insegnamento della lingua tradizionale, sia ad una sua forma revisionata detta "Kernowek Standard" (Cornico standard).
L'associazione è attualmente presieduta da Clive Baker.